# 케이디켐
케이디켐(KD Chem Co. Ltd.)는 대한민국의 정밀화학소재 기업이다. 본사는 충청북도 보은군 보은읍 매화구인로 345에 위치해 있으며 대표이사는 민남규이다. 폴리우레탄폼 제조, 가공 및 판매사업을 한다

## 상장
2015년 11월 19일 공모가 16,000원에 상장하였다. 

## 참고 문헌
1. ↑  민남규 케이디켐 대표 "5년 내 글로벌 유기액상안정제 1위 기업될 것", 뉴시스, 2016.12.28
2. ↑  진양폴리 주가 뜨거워지나... 화학시장 다시 부각, 핀포인트뉴스, 2023.12.22